# Большенікольське (Новосибірська область)
Большенікольське (рос. Большеникольское) — село у Чулимському районі Новосибірської області Російської Федерації.
Входить до складу муніципального утворення Большенікольська сільрада. Населення становить 567 осіб (2010).

## Історія
Згідно із законом від 2 червня 2004 року органом місцевого самоврядування є Большенікольська сільрада.

## Населення
| 2002 | 2007 | 2010 |
| ---- | ---- | ---- |
| 614  | ↗630 | ↘567 |